# ニューヨークシティ (原子力潜水艦)
|          |                                                |
| 艦歴     |                                                |
| 発注     | 1972年1月24日                                  |
| 起工     | 1973年12月15日                                 |
| 進水     | 1977年6月18日                                  |
| 就役     | 1979年3月3日                                   |
| 退役     | 1997年4月30日                                  |
| 除籍     | 1997年4月30日                                  |
| その後   | 原子力艦再利用プログラム                       |
| 性能諸元 |                                                |
| 排水量   | 満載：6,111トン、 基準：5,731トン              |
| 全長     | 110.3 m (362 ft)                               |
| 全幅     | 10 m (33 ft)                                   |
| 喫水     | 9.7 m (32 ft)                                  |
| 最大速   | 水上25ノット(46 km/h)、 水中30+ノット(56 km/h) |
| 潜行深度 | 290 m (950 ft)                                 |
| 機関     | S6G reactor 1基                                |
| 乗員     | 士官12名、兵員98名                             |
| 兵装     | VLS12門、21インチ魚雷発射管4門                 |
| モットー |                                                |

ニューヨークシティ (USS New York City, SSN-696) は、アメリカ海軍のロサンゼルス級原子力潜水艦の9番艦。艦名はニューヨーク州ニューヨークに因む。

## 艦歴
ニューヨークシティの建造は1972年1月24日にコネチカット州グロトンのジェネラル・ダイナミクス・エレクトリック・ボート社に発注され、1973年12月15日に起工した。1977年6月18日にジェームズ・R・シュレージンガー夫人によって命名、進水し、1979年3月3日にジェームズ・A・ロス中佐の指揮下就役した。
ニューヨークシティは1997年4月30日に退役、除籍された。ニューヨークシティはピュージェット・サウンド海軍造船所で原子力艦再利用プログラムに従って解体される予定である。
本艦と同様にニューヨーク市の名が冠せられた艦はいくつか存在する。揚陸艦『ニューヨーク』 (USS New York, LPD-21) は、ニューヨーク州の名が命名された艦であるが、その建造には世界貿易センタービルの残骸が使用された。